# زادنی ستریتژ
زادنی ستریتژ (به چکی: Zadní Střítež) یک منطقهٔ مسکونی در جمهوری چک است که در شهرستان تابور واقع شده‌است. زادنی ستریتژ ۴٫۹۸ کیلومتر مربع مساحت و ۳۵ نفر جمعیت دارد و ۶۰۶ متر بالاتر از سطح دریا واقع شده‌است.